# Élections législatives de 1968 dans l'Eure
Les élections législatives françaises de 1968 se déroulent les 23 et 30 juin 1968. Dans le département de l’Eure, quatre députés sont à élire dans le cadre de quatre circonscriptions.

## Élus
| Circonscription | Député sortant  | Parti | Parti | Député élu ou réélu | Parti | Parti |
| --------------- | --------------- | ----- | ----- | ------------------- | ----- | ----- |
| 1re             | Jean de Broglie |       | RI    | Jean de Broglie     |       | RI    |
| 2e              | Jean Lainé      |       | RI    | Jean Lainé          |       | RI    |
| 3e              | Rémy Montagne   |       | CD    | André Delahaye      |       | UDR   |
| 4e              | René Tomasini   |       | UDR   | René Tomasini       |       | UDR   |

## Résultats

### Résultats à l'échelle du département
| Parti          | Parti                                           | Premier tour | Premier tour | Second tour | Second tour | Sièges |
| Parti          | Parti                                           | Voix         | %            | Voix        | %           | Sièges |
| -------------- | ----------------------------------------------- | ------------ | ------------ | ----------- | ----------- | ------ |
|                | Républicains indépendants                       | 48 408       | 27,41        |             |             | 2      |
|                | Union pour la défense de la République          | 41 432       | 23,46        | 22 582      | 58,92       | 2      |
|                | Union des républicains de progrès               | 89 840       | 50,87        | 22 582      | 58,92       | 4      |
|                |                                                 |              |              |             |             |        |
|                | Section française de l'Internationale ouvrière  | 15 292       | 8,66         |             |             | 0      |
|                | Parti radical                                   | 7 085        | 4,01         | 0           |             |        |
|                | Fédération de la gauche démocrate et socialiste | 22 377       | 12,67        |             |             | 0      |
|                |                                                 |              |              |             |             |        |
|                | Parti communiste français                       | 30 194       | 17,10        | 15 745      | 41,08       | 0      |
|                | Progrès et démocratie moderne                   | 18 792       | 10,64        | Retrait     | Retrait     | 0      |
|                | Parti socialiste unifié                         | 15 391       | 8,72         |             |             | 0      |
|                |                                                 |              |              |             |             |        |
| Inscrits       | Inscrits                                        | 215 880      | 100,00       | 51 732      | 100,00      | 4      |
| Abstentions    | Abstentions                                     | 35 778       | 16,57        | 10 716      | 20,71       |        |
| Votants        | Votants                                         | 180 102      | 83,43        | 41 016      | 79,29       |        |
| Blancs et nuls | Blancs et nuls                                  | 3 508        | 1,95         | 2 689       | 6,56        |        |
| Exprimés       | Exprimés                                        | 176 594      | 98,05        | 38 327      | 93,44       |        |

### Résultats par circonscription

#### Première circonscription (Évreux)
|                | Jean de Broglie sortant réélu | RI (URP)       | 26 553 | 51,05  |  |  |  |
|                | Rolland Plaisance             | PCF            | 8 971  | 17,25  |  |  |  |
|                | Georges Schiffmacher          | SFIO (FGDS)    | 7 680  | 14,77  |  |  |  |
|                | Michel Vincentelli            | CD (PDM)       | 5 936  | 11,41  |  |  |  |
|                | Harris Puisais                | PSU            | 2 870  | 5,52   |  |  |  |
|                |                               |                |        |        |  |  |  |
| Inscrits       | Inscrits                      | Inscrits       | 63 561 | 100,00 |  |  |  |
| Abstentions    | Abstentions                   | Abstentions    | 10 890 | 17,13  |  |  |  |
| Votants        | Votants                       | Votants        | 52 671 | 82,87  |  |  |  |
| Blancs et nuls | Blancs et nuls                | Blancs et nuls | 661    | 1,25   |  |  |  |
| Exprimés       | Exprimés                      | Exprimés       | 52 010 | 98,75  |  |  |  |

#### Deuxième circonscription (Bernay)
|                | Jean Lainé sortant réélu | RI (URP)       | 21 855 | 58,38  |  |  |  |
|                | Georges Beuvain          | SFIO (FGDS)    | 7 612  | 20,33  |  |  |  |
|                | André Leconnétable       | PCF            | 4 552  | 12,16  |  |  |  |
|                | Paul Bosc                | PSU            | 3 419  | 9,13   |  |  |  |
|                |                          |                |        |        |  |  |  |
| Inscrits       | Inscrits                 | Inscrits       | 47 749 | 100,00 |  |  |  |
| Abstentions    | Abstentions              | Abstentions    | 9 229  | 19,33  |  |  |  |
| Votants        | Votants                  | Votants        | 38 520 | 80,67  |  |  |  |
| Blancs et nuls | Blancs et nuls           | Blancs et nuls | 1 082  | 2,81   |  |  |  |
| Exprimés       | Exprimés                 | Exprimés       | 37 438 | 97,19  |  |  |  |

#### Troisième circonscription (Louviers)
| Candidat       | Candidat              | Parti          | Premier tour | Premier tour | Second tour | Second tour |  |
| Candidat       | Candidat              | Parti          | Voix         | %            | Voix        | %           |  |
| -------------- | --------------------- | -------------- | ------------ | ------------ | ----------- | ----------- |  |
|                | André Delahaye élu    | UDR (URP)      | 14 066       | 32,98        | 22 582      | 58,92       |  |
|                | Rémy Montagne sortant | CD (PDM)       | 12 856       | 30,14        | Retrait     | Retrait     |  |
|                | Jean Champion         | PCF            | 9 392        | 22,02        | 15 745      | 41,08       |  |
|                | Jean Ruault           | PSU            | 6 338        | 14,86        | Retrait     | Retrait     |  |
|                |                       |                |              |              |             |             |  |
| Inscrits       | Inscrits              | Inscrits       | 51 730       | 100,00       | 51 732      | 100,00      |  |
| Abstentions    | Abstentions           | Abstentions    | 8 453        | 16,34        | 10 716      | 20,71       |  |
| Votants        | Votants               | Votants        | 43 277       | 83,66        | 41 016      | 79,29       |  |
| Blancs et nuls | Blancs et nuls        | Blancs et nuls | 625          | 1,44         | 2 689       | 6,56        |  |
| Exprimés       | Exprimés              | Exprimés       | 42 652       | 98,56        | 38 327      | 93,44       |  |

#### Quatrième circonscription (Les Andelys)
|                | René Tomasini sortant réélu | UDR (URP)      | 27 366 | 61,5   |  |  |  |
|                | Marcel Larmanou             | PCF            | 7 279  | 16,36  |  |  |  |
|                | Monique Luchaire            | Radical (FGDS) | 7 085  | 15,92  |  |  |  |
|                | Jean-Marie Simon            | PSU            | 2 764  | 6,21   |  |  |  |
|                |                             |                |        |        |  |  |  |
| Inscrits       | Inscrits                    | Inscrits       | 52 840 | 100,00 |  |  |  |
| Abstentions    | Abstentions                 | Abstentions    | 7 206  | 13,64  |  |  |  |
| Votants        | Votants                     | Votants        | 45 634 | 86,36  |  |  |  |
| Blancs et nuls | Blancs et nuls              | Blancs et nuls | 1 140  | 2,5    |  |  |  |
| Exprimés       | Exprimés                    | Exprimés       | 44 494 | 97,5   |  |  |  |